# Joseph Maswiens

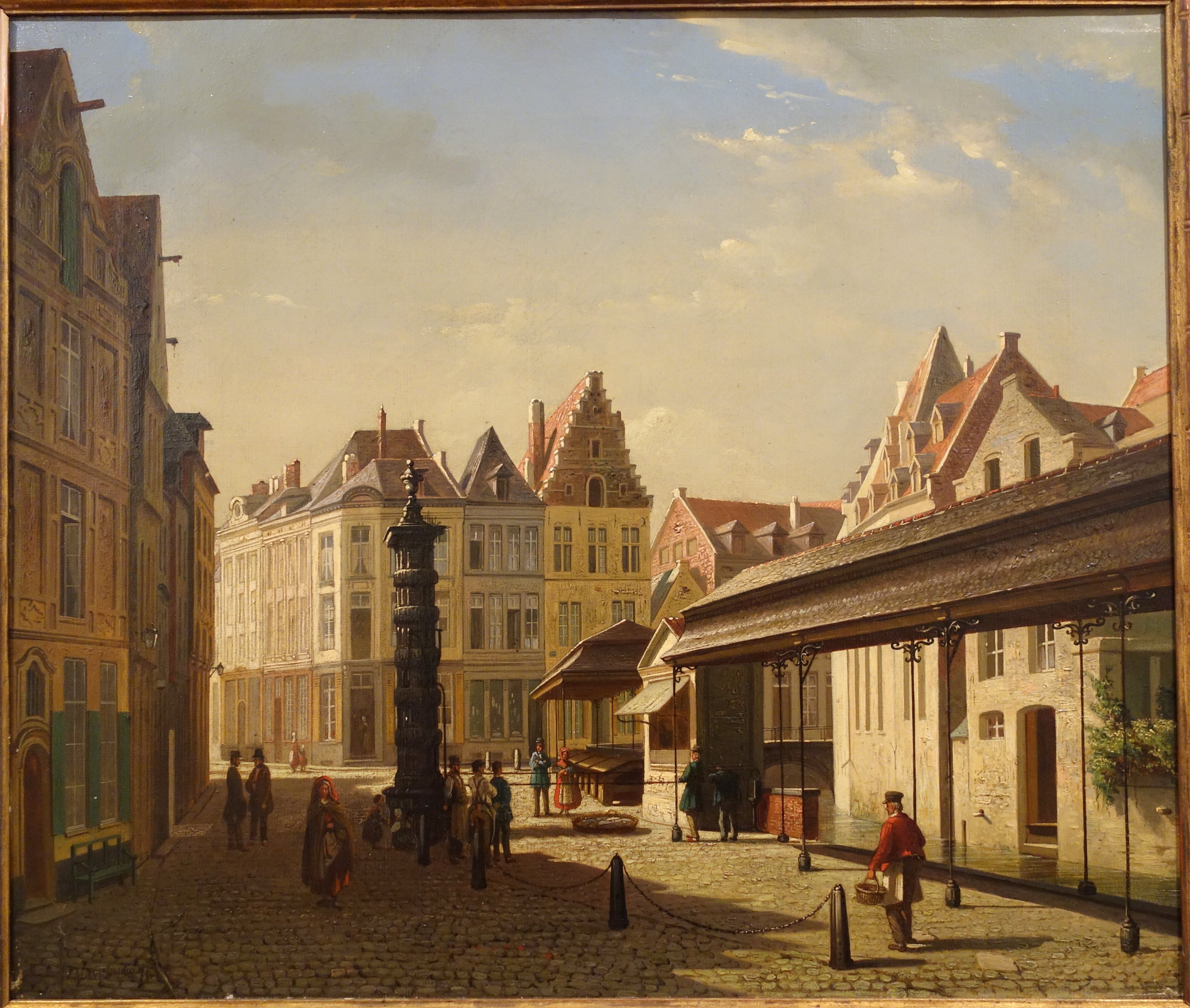
Peinture de Joseph Maswiens

Joseph Maswiens, né le 19 septembre 1828 à Louvain et mort en 1880 dans la même ville, est un peintre belge.

## Biographie
Joseph Maswiens naît le 19 septembre 1828,, de parents tous deux louvanistes. Son père était tapissier à Louvain où il tenait également son magasin.
Joseph Maswiens épouse à Louvain le 26 novembre 1856   Marie Peeters, de Louvain, dont il aura plusieurs enfants. Il est également le beau-frère du sculpteur et statuaire Pierre Louis D'Union (Louvain 1827 - Ixelles 1888) qui avait épousé à Ixelles en 1861 Catherine Peeters (° Louvain 1829).
Il est élève de Jules Victor Génisson à Louvain puis de Jenaro Pérez Villaamil à Madrid,.
Il peint des vues de ville et d'intérieurs d'église, en particulier à Bruxelles et à Louvain.
Quatre de ses tableaux, dont deux d'intérieurs d'églises, sont à Louvain.
Il meurt le 23 novembre 1880 dans sa ville natale,.